# Terminál hromadné dopravy Hradec Králové
Terminál hromadné dopravy Hradec Králové je název trolejbusového a autobusového nádraží městské, příměstské i dálkové dopravy, které od 5. července 2008 severovýchodně od železniční stanice Hradec Králové hlavní nádraží provozuje Dopravní podnik města Hradce Králové. Budován byl od září 2006 do září 2008. V roce 2009 získal titul Stavba roku Královéhradeckého kraje v kategorii dopravních staveb.

## Historie výstavby terminálu

### Dřívější záměry
O výstavbě autobusového nádraží v Hradci Králové se uvažovalo již od poloviny 20. století. První studie a plány vedení města směřovaly k vybudování nádraží na Riegrově náměstí. Tím by došlo ke spojení možnosti železniční i autobusové dopravy. V 70. letech byla před nádražní budovu plánována čtyřproudá komunikace, takže se uvažovalo o vybudování autobusového nádraží severněji. Ačkoliv v 80. letech byly plány čtyřproudé komunikace opuštěny, Riegrovo náměstí již velikostí nevyhovovalo aktuálním požadavkům na předpokládaný objem provozu autobusů – proto město zůstalo u plánů na autobusové nádraží vzdálenější od železničního. Zejména se uvažovalo o území mezi ulicemi Nádražní a Koutníkovou (Antonína Dvořáka), několik set metrů severně až severovýchodně od nádražní budovy směrem k bývalému úřadu práce).

### Rozhodnutí a výběrová řízení
5. ledna 2000 zastupitelstvo města usnesením zvolilo umístění při Nádražní ulici. Z 12 projektových kanceláří, které byly vyzvány k podání nabídky na zpracování studie, odbor hlavního architekta města vybral dvě nabídky pražských projektových kanceláří – Loxia a. s. a Atelier designu a architektury Patrika Kotase. 24. září 2002 zastupitelstvo usnesením vybralo druhou variantu (Atelier designu a architektury). Projekt pak zpracoval Metroprojekt a architekt Patrik Kotas. Investorem a později i provozovatelem je Dopravní podnik města Hradce Králové. Na konci července 2005 získal stavební povolení.
V polovině roku 2005 získal pozornost a uznání diplomní projekt Terminálu Hradec Králové, který představil absolvovent FA TU Liberec Petr Štefek.[zdroj?] Jeho koncepce, která sdružila všechny druhy veřejné dopravy do jednoho celku stávajícího nádraží, již ale nebyla v Hradci Králové uplatněna.
První výběrové řízení na dodavatele stavby vyhlásilo město Hradec Králové přibližně v červnu 2005. V polovině října 2005 zvítězilo konsorcium firem v čele se společností ŽS Brno s cenou 437 milionů Kč (bez DPH). Firma Skanska CZ (která skončila druhá s cenou 459 milionů Kč) se na počátku listopadu 2005 proti výsledkům odvolala s odůvodněním, že vítěz nesplnil požadavek na prověření uchazečů Národním bezpečnostním úřadem. Úřad pro ochranu hospodářské soutěže seznal tento požadavek výběrového řízení neoprávněným a začátkem února 2006 proto nařídil zrušení soutěže. Město proti rozhodnutí z časových důvodů nepodalo rozklad, ale vyhlásilo nové výběrové řízení.
Ve druhém výběrovém řízení, vyhlášeném v březnu (či květnu) 2006, s cenou 392 miliónů Kč zvítězila v polovině května 2006 ze čtyř uchazečů firma Strabag, která se v prvním kole s nejnižší cenou 420 milionů Kč umístila kvůli horším bankovním garancím na třetím místě. Cena včetně rekonstrukce přednádražního prostoru má být 470 milionů korun.

### Výstavba

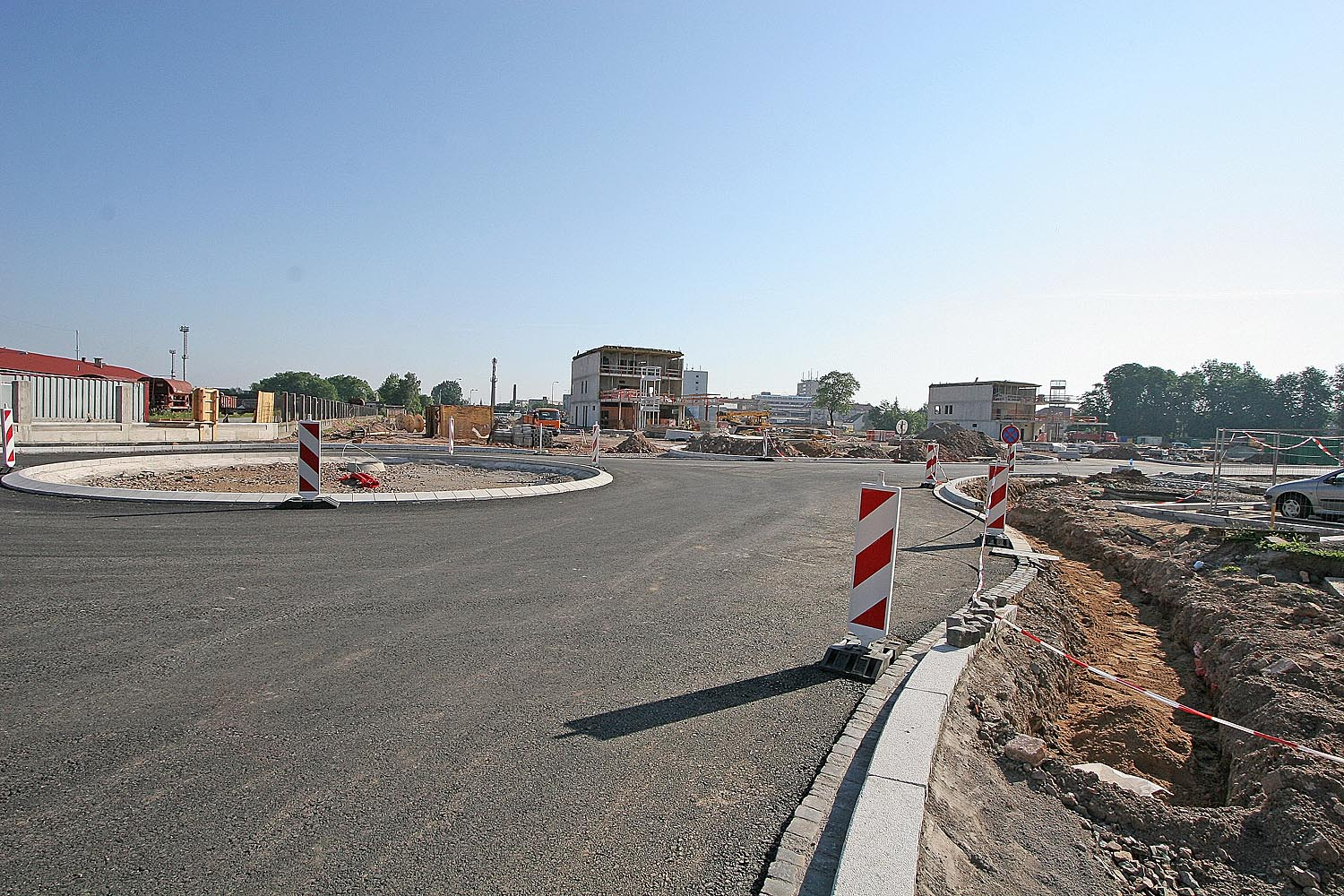
Staveniště autobusového terminálu 11. června 2007

5. září 2006 byla zahájena výstavba nového autobusového nádraží na prostranství mezi Nádražní, Hořickou a Sladkovského ulicí (mezi plotišťským nadjezdem a Nádražní ulicí), asi 200 metrů severně od Riegrova náměstí a přednádražního prostoru.
V návaznosti má být provedena přestavba Riegrova náměstí, na němž jsou plánovány převážně pěší plochy a zeleň. Na plochách severně od terminálu je navržen obchodní areál, centrum pro sport a volný čas a vícepodlažní parkoviště. Linky městské hromadné dopravy budou na Riegrově náměstí mít v několika jízdních pásech (dva pásy směrem k centru města a jeden pás směrem k autobusovému nádraží) pouze nácestné zastávky a budou prodlouženy na autobusové nádraží, takže železniční a autobusové nádraží jimi budou dopravně propojeny – v tomto úseku se předpokládá bezplatný provoz. Napříč zastávkovými pruhy má vést úrovňový přechod umožňující přístup k zastávkám i k části náměstí osázené zelení.
Plocha dnešního autobusového stanoviště Koruna byla nabídnuta investorům, pravděpodobně bude zastavěna. Jako podmínku si město stanovilo vybudování parkovacího domu pro automobily.

### Dokončení

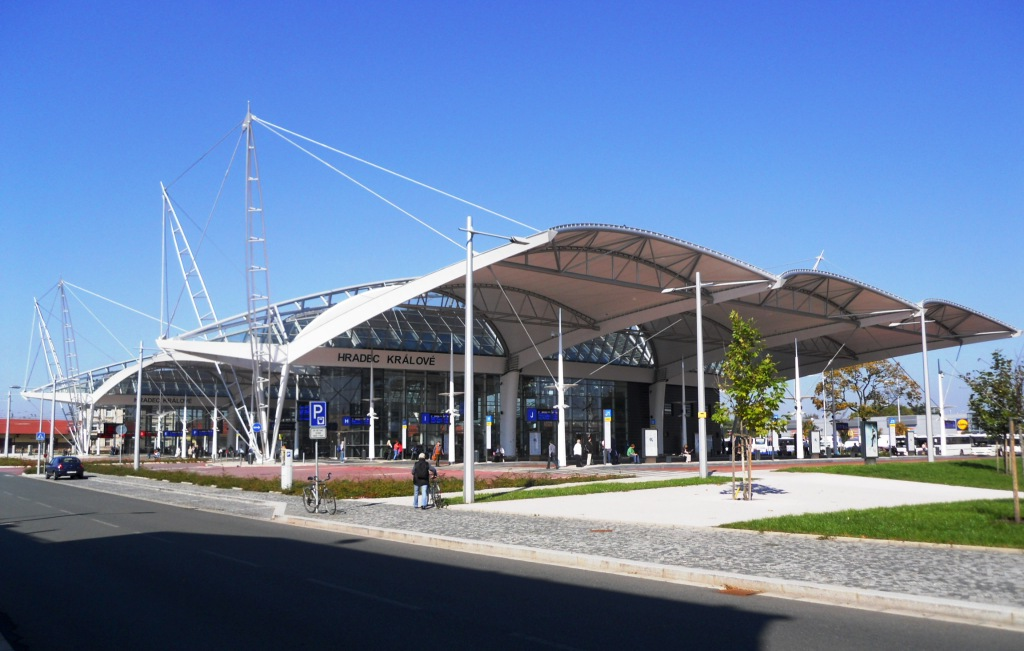
Terminál od jihovýchodu

Původní termín dokončení autobusového nádraží byl konec srpna 2007 a přestavby Riegrova náměstí konec října 2008, ale bylo ohlášeno zpoždění, jehož příčinou jsou problémy se statikou zjištěné při tvorbě prováděcí dokumentace ocelové konstrukce zastřešení. Podmínkou pro získání asi šedesátimilionové dotace z evropských fondů je dokončení terminálu do konce roku 2007.
Zastupitelstvo města 26. června 2007 vyjádřilo souhlas s tím, že původní termín dokončení (31. srpen 2007) bude odložen na 30. listopadu 2007.
V listopadu 2007 investor oznámil, že terminál bude kvůli zdržení výstavby konstrukce střechy dokončen až na jaře 2008. Dne 17. prosince firma Strabag oznámila předpokládaný termín dokončení 31. května 2008. Pro čerpání dotace z EU by musela být stavba dokončena do konce dubna 2008, dopravní podnik vyjednává o dalším prodloužení tohoto termínu.
Provoz terminálu pro autobusy byl zahájen 5. července 2008. Celá stavba byla dokončena 30. 9. 2008. V říjnu 2008 byl zahájen provoz trolejbusů.

## Popis
Terminál je situovaný v těsné blízkosti nádraží podél Nádražní ulice. Stavba je tvořena dvěma odbavovacími halami začleněnými do zastřešení nástupišť a okolními manipulačními plochami. Odbavovací haly jsou čtyřpodlažní budovy tvořené betonovým monolitickým skeletem s proskleným obvodovým pláštěm. Zastřešení nástupišť o ploše cca 60 x 120 m je provedeno membránami z PVC s prosklenými plochami. Ocelová nosná konstrukce je zavěšená na ocelových táhlech. Tvar střechy bývá přirovnáván k zastřešení olympijského stadionu v Mnichově nebo k zastřešení zastávek na pražské tramvajové trati Hlubočepy–Barrandov (navrženému stejným ateliérem Patrika Kotase). V severní, nezastřešené části terminálu je 20 řad odstavných stání pro autobusy a trolejbusy.
Provozně je terminál hromadné dopravy rozdělen do dvou zón. Jedna zóna (blíže železnici) pro městskou a regionální dopravu (13 odjezdových stání pro autobusy i trolejbusy) a druhá zóna (východněji) pro dálkovou a mezinárodní autobusovou dopravu (12 odjezdových stání). Uvádí se kapacita terminálu 32 tisíc cestujících denně.

## Dřívější autobusová stanoviště

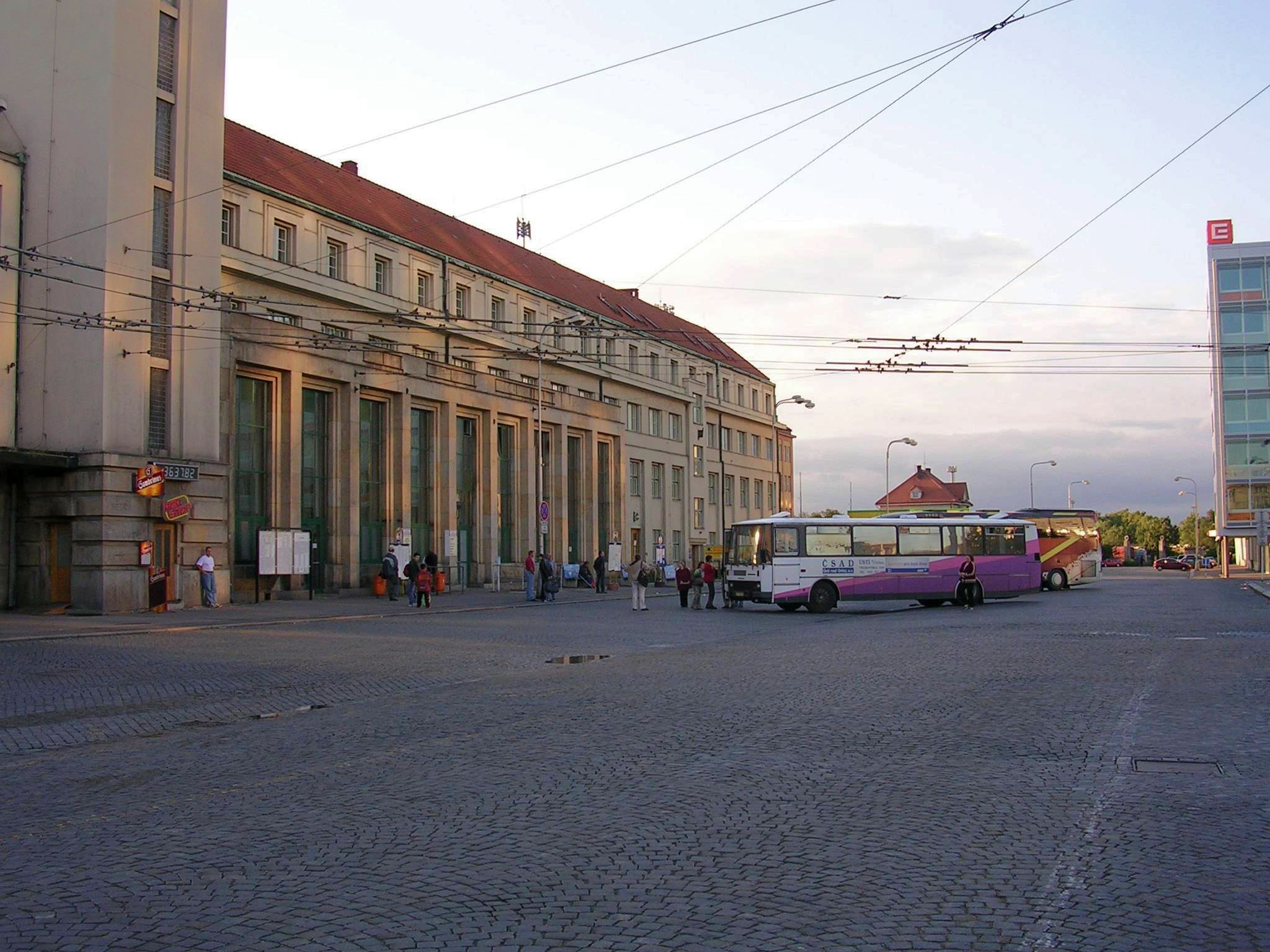
Autobusové stanoviště „Hradec Králové, žel. st.“ před nádražní budovou

Do roku 2008 byl Hradec Králové největším českým městem, kde nebylo plnohodnotné autobusové nádraží. Dálkové autobusové dopravě sloužila plocha před nádražím (autobusové stanoviště Hradec Králové, žel. st.) a Hradec Králové, aut. st. Koruna vzdálené asi 200 m jižně od nádražní budovy. Obě tato autobusová stanoviště meziměstských autobusů provozovala ČSAD BUS Chrudim a. s. – společnost, která provozuje autobusová nádraží a informační služby a svoji vlastní veřejnou dopravu neprovozuje (ta byla převedena na Connex Východní Čechy a. s.) Denně tato dvě stanoviště užívalo kolem 380 autobusových spojů. O výstavbě plnohodnotného autobusového nádraží se vážně uvažovalo již od poloviny dvacátého století.

### Hradec Králové, žel. st.
Hradec Králové, žel. st. bylo autobusové stanoviště na Riegrově náměstí, na ploše před budovou železničního hlavního nádraží. Trolejbusy a městské autobusy zastavují podél chodníku u jižního křídla nádražní budovy u zastávkových sloupků Dopravního podniku. Meziměstské autobusy zastavovaly bez nástupišť šikmo či příčně k chodníku před severní částí nádražní budovy, cestující nastupovali z úrovně vozovky, zastávkové sloupky jednotlivých stání byly umístěny u kraje chodníku. Na tomto místě zastavovaly a měly i přestávky důležité dálkové autobusové linky do Brna, Prahy, Krkonoš, Orlických hor atd. Jednotlivé zastávky neměly vlastní zastřešení, ale cestující mohli využívat železniční odbavovací halu a její vybavení. Ačkoliv samotná dopravní plocha pro autobusy byla řešena zastarale a postrádala vlastní vybavení, poskytovala vynikající přestupní vazbu mezi městskou dopravou, dálkovými autobusy a železniční dopravou.
Po zprovoznění nového terminálu hromadné dopravy byla plocha před nádražím přestavěna a autobusové stanoviště dálkové dopravy zrušeno. K novému terminálu se lze od nádraží dostat linkami MHD.

### Hradec Králové, aut. st. Koruna

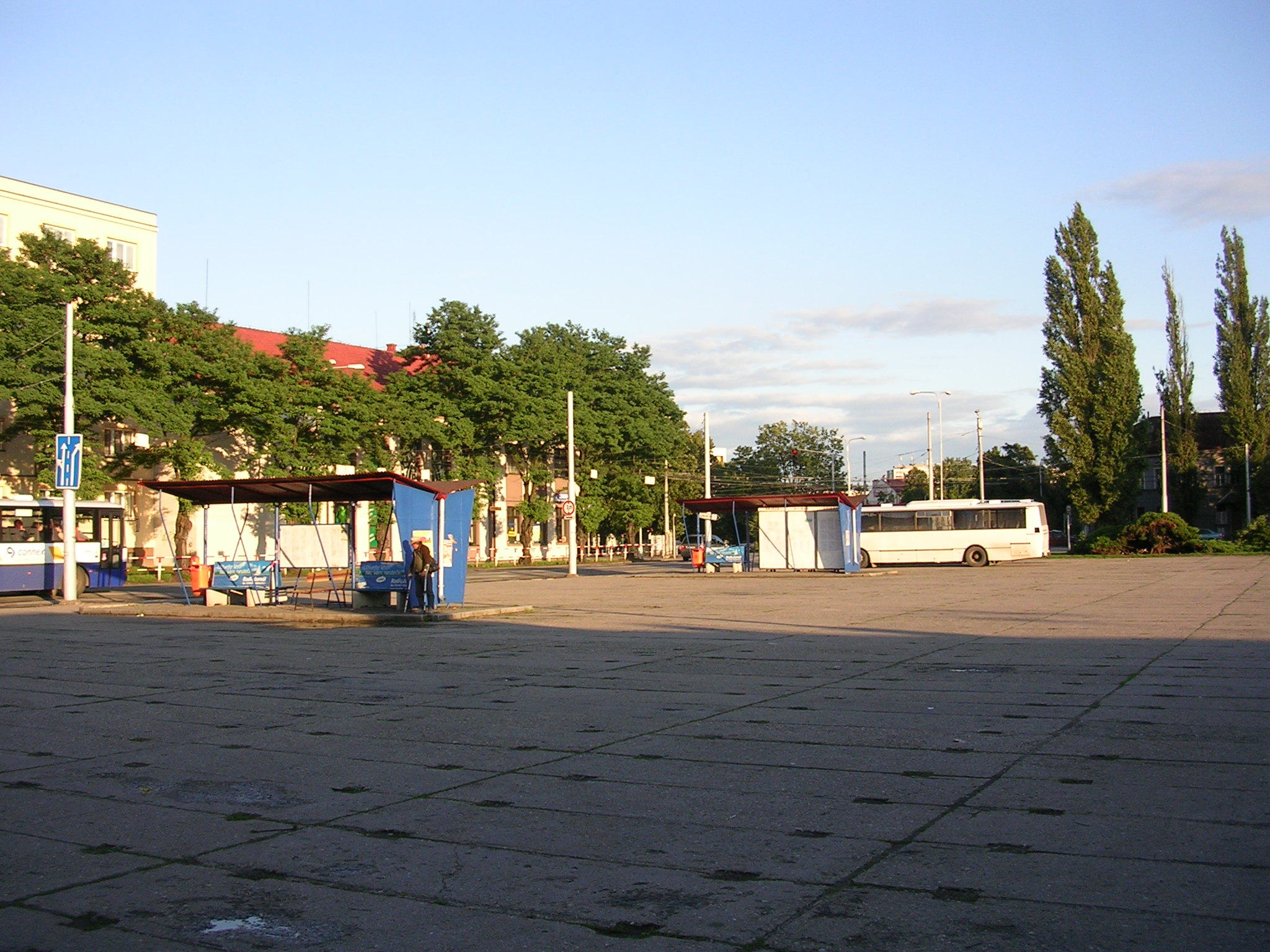
Autobusové stanoviště „Hradec Králové, aut. st. Koruna“ v roce 2006

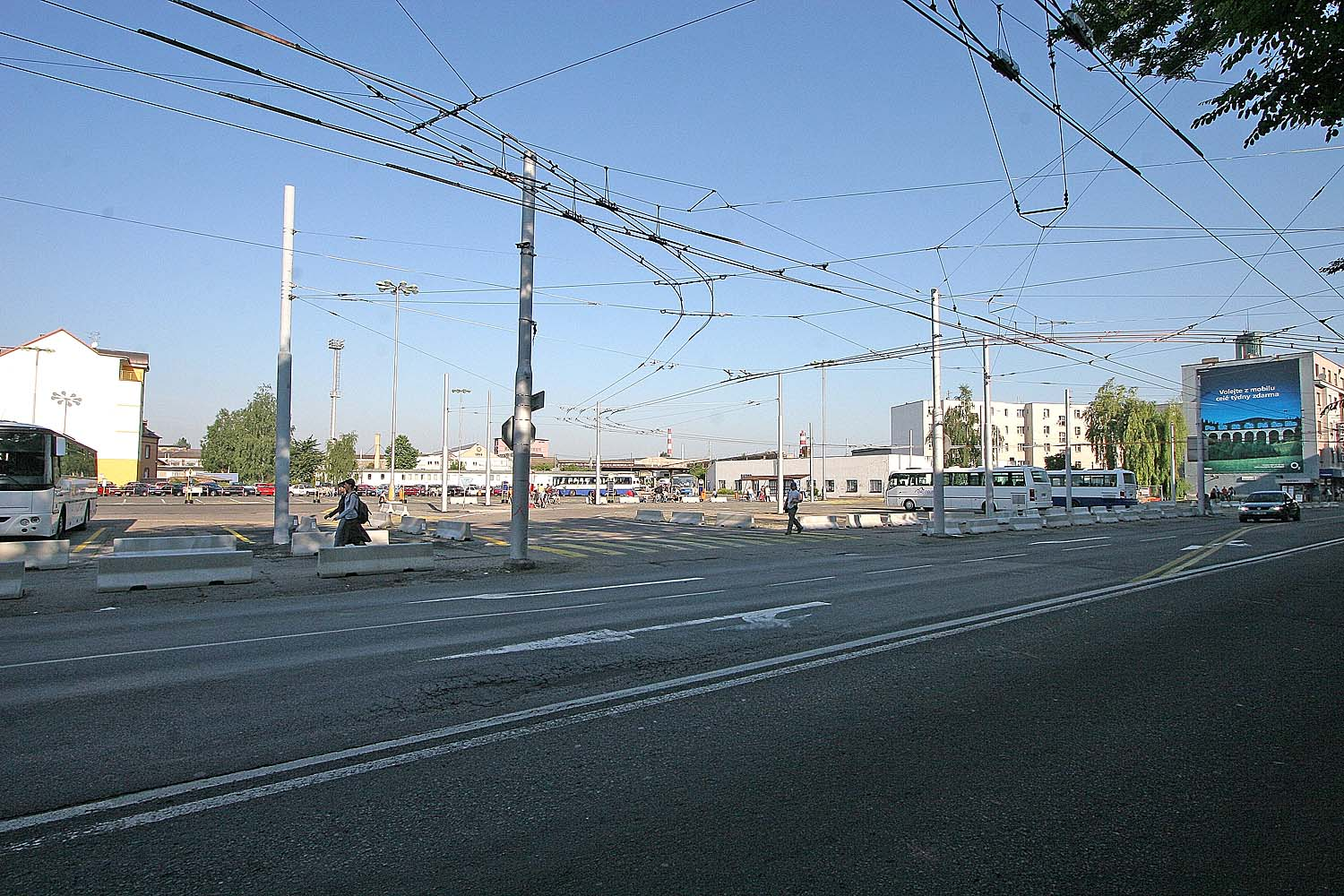
Autobusové stanoviště „Hradec Králové, aut. st. Koruna“ v roce 2007

Hradec Králové, aut. st. Koruna, provizorní autobusové stanoviště v podobě panelového parkoviště s dvěma ostrovními nástupišti bez zastávkových sloupků, bylo umístěno asi 200 m jižně od hlavního železničního nádraží, vedle Puškinovy ulice. Dnes na jeho místě stojí nákupní centrum Aupark.